# Antonio Schiavoni
Antonio Schiavoni (Nettuno, 28 luglio 1934) è un ex calciatore italiano, di ruolo difensore.

## Carriera
Debutta in IV Serie nel 1954 con il Città di Castello, passa poi alla Chinotto Neri Roma e nella stagione successiva al Cagliari, con cui disputa 16 partite in Serie B. Nel 1957 torna a Roma nella neonata Fedit, giocando per due anni in Serie C.
Nella stagione 1959-1960 debutta in Serie A disputando una gara con l'Alessandria, prima di essere girato alla Tevere Roma in Serie C.
Nel 1961 torna ad Alessandria  dove disputa due campionati di Serie B per un totale di 62 presenze; in seguito passa al Frosinone in Serie D e nuovamente alla Tevere Roma.

## Palmarès

### Club

#### Competizioni nazionali
- IV Serie: 1

Chinotto Neri: 1955-1956